# デンマーク国立宇宙センター
デンマーク国立宇宙センター（デンマーク語: Danmarks Rumcenter, DRC、英:Danish National Space Center, DNSC）はデンマークの研究機関。デンマークの科学技術革新省（en）の一部。
コペンハーゲンのØsterbroに位置する。69名の研究者を含め、105名のスタッフが働いている。
2001年1月1日に、デンマーク宇宙研究所（en）と土地台帳調査局（National Survey and Cadastre）の測地学部門と統合して誕生した。
このセンターでは天体物理学、太陽系物理学、測地学、宇宙技術の研究を行っている。研究するにあたって、Niels Bohr Institute for Astronomy, Geophysics and Physics とは協力関係にある。
2007年、DNSCはデンマーク工科大学（en）と合併し、DTU Space となった。